# Spiegelmanufaktur Neustadt (Dosse)
Die Spiegelmanufaktur in Neustadt a. d. Dosse war ein Unternehmen in Preußen, das von 1688 bis 1840 existierte.

## Geschichte
Der Landgraf Friedrich II. von Hessen-Homburg gründete bei Neustadt (Dosse) eine Glashütte und bald darauf eine Spiegelmanufaktur. 1685 begann der Bau von Glashütten auf dem Bebersberg (Biberberg) unter der Leitung von Baurat Paul Andrich. 1688 wurde dann ein Manufakturgebäude errichtet und an der Dosse eine Poliermühle gebaut. Hergestellt wurden Spiegel mit einer Länge von bis zu 30 Zoll. 1694 übernahm Kurfürst Friedrich III. die Anlagen auf dem „Spiegelberg“ und übertrug das Geschäft seinem Oberpräsidenten und Premierminister Eberhard von Danckelmann. Der holte den Unternehmer Jean Henri de Moor aus Kopenhagen als Direktor nach Neustadt, dem König Friedrich Wilhelm I. 1708 die Manufaktur zur Pacht überließ und sie 1721 an dessen Sohn, Johann Heinrich de Moor, verkaufte. Der nahm seinen Neffen Johann Heinrich Colomb als Gesellschafter auf, der nach dem Tod von Johann Heinrich de Moor 1733 alleiniger Besitzer wurde. Unter seiner Leitung erfolgte die Umstellung vom Blaswerk auf den Glasguss, wodurch Spiegelglas von 90 Zoll gegossen werden konnte. Die Fabrik hatte Niederlagen in Berlin in der Straße Friedrich Werder am Wasser (ab 1778 Unterwasserstraße), in Leipzig, im Haag und in Amsterdam. 1741 verkaufte Colomb die Fabrik an den Geheimen Rat Friedrich Wilhelm Krug von Nidda, der sie im Namen der Rothenburger Erz- und Schiefergewerkschaft übernahm. Zu den Besitzungen dieser Gewerkschaft gehörten auch die Schmelz- und Seigerhütte Hohenofen bei Neustadt. Die Spiegelmanufaktur wurde später von der Gewerkschaft getrennt und von Krug von Nidda auf eigene Kosten betrieben und ging nach dessen Tod 1765 an seinen Neffen, den Kriegsrat Samuel Philipp Ludwig Krug von Nidda. Der verkaufte 1769 an die Firma Schickler & Splitgerber. 1835 übernahm der preußische Staat und verpachtete sie 1837 an die letzten Besitzer. 1838 verkaufte der Staat die Poliermühle an die Seehandlungsgesellschaft, die bereits Besitzer des Hüttenwerks war, und den übrigen Teil der Manufaktur an Herrn von Karstädt in Fretzdorf. 1840 wurde dann der Betrieb eingestellt. Die Anlagen wurden Eigentum der Firma Alexander Heymann und es erfolgte ein Umbau zur Kornmühle.